# Igor Michailowitsch Golowkow
Igor Michailowitsch Golowkow (russisch Игорь Михайлович Головков; * 17. Mai 1990 in Moskau, Russische SFSR) ist ein russischer Eishockeyspieler, der seit August 2011 bei HK Witjas in der Kontinentalen Hockey-Liga unter Vertrag steht.

## Karriere
Igor Golowkow begann seine Karriere als Eishockeyspieler in seiner Heimatstadt in der Nachwuchsabteilung des HK Dynamo Moskau, für dessen Profimannschaft er in der Saison 2007/08 sein Debüt in der Superliga gab. Dabei blieb er in sechs Spielen punkt- und straflos. Die Saison 2008/09 begann der Verteidiger bei den Voltigeurs de Drummondville, die ihn beim CHL Import-Draft 2008 an insgesamt 38. Stelle ausgewählt hatten, in der kanadischen Juniorenliga Ligue de hockey junior majeur du Québec. Nach nur fünf Einsätzen kehrte er jedoch zu Dynamo Moskau zurück, für das er bis Saisonende in der neu gegründeten Kontinentalen Hockey-Liga in neun Spielen auf dem Eis stand. 
Nachdem Golowkow in der Saison 2009/10 in 34 Spielen für Dynamo Moskau aufgelaufen war und erstmals eine komplette Spielzeit bei dessen Profimannschaft verbracht hatte, wechselte er zur folgenden Spielzeit zum SKA Sankt Petersburg, wurde aber ausschließlich beim HK WMF Sankt Petersburg in der Wysschaja Hockey-Liga eingesetzt. Seit August 2011 steht Golowkow beim HK Witjas, der sich bis 2013 Witjas Tschechow nannte, unter Vertrag.

### International
Für Russland spielte Golowkow zunächst am Europäischen Olympischen Winter-Jugendfestival 2007 im spanischen Jaca. Später nahm er an der U18-Junioren-Weltmeisterschaft 2008 sowie der U20-Junioren-Weltmeisterschaft 2009 teil. Bei beiden Turnieren gewann er mit seiner Mannschaft eine Medaille, zunächst bei der U18-WM die Silbermedaille und anschließend mit der Juniorennationalmannschaft bei der U20-WM die Bronzemedaille.

## Erfolge und Auszeichnungen
- 2008 Silbermedaille bei der U18-Junioren-Weltmeisterschaft
- 2009 Bronzemedaille bei der U20-Junioren-Weltmeisterschaft

## Statistik
(Stand: Ende der Saison 2024/25)